# 卡瓦哈爾市 (特魯希略州)

卡瓦哈爾市（西班牙語：Municipio San Rafael de Carvajal），是委內瑞拉的一個市，位於該國西部特魯希略州，首府設於卡瓦哈爾，始建於1670年10月20日，面積84平方公里，海拔高度700米，2011年人口55,596，人口密度每平方公里661.86人。